# 哈尔滨站
哈尔滨站原名松花江站，又称哈尔滨新站，以示区别哈尔滨旧站（香坊站），俗称秦家岗站，常被简称为哈站，位于中国黑龙江省哈尔滨市南岗区铁路街1号，于1899年启用，为中国铁路哈尔滨局集团有限公司管辖的客货运特等站。经过铁路有京哈铁路、滨洲铁路、滨绥铁路、哈牡客运专线、哈齐高速铁路、哈佳铁路以及正在建设的哈伊高速铁路。
2015年，哈尔滨站改造启动。改造后，哈尔滨站将拥有南北两个站房。2017年8月31日，哈尔滨站北站房投入使用，南站房在2018年12月投入使用。哈尔滨地铁2号线在哈尔滨站南广场设哈尔滨站，2021年9月19日投入使用。

## 历史

### 早期发展

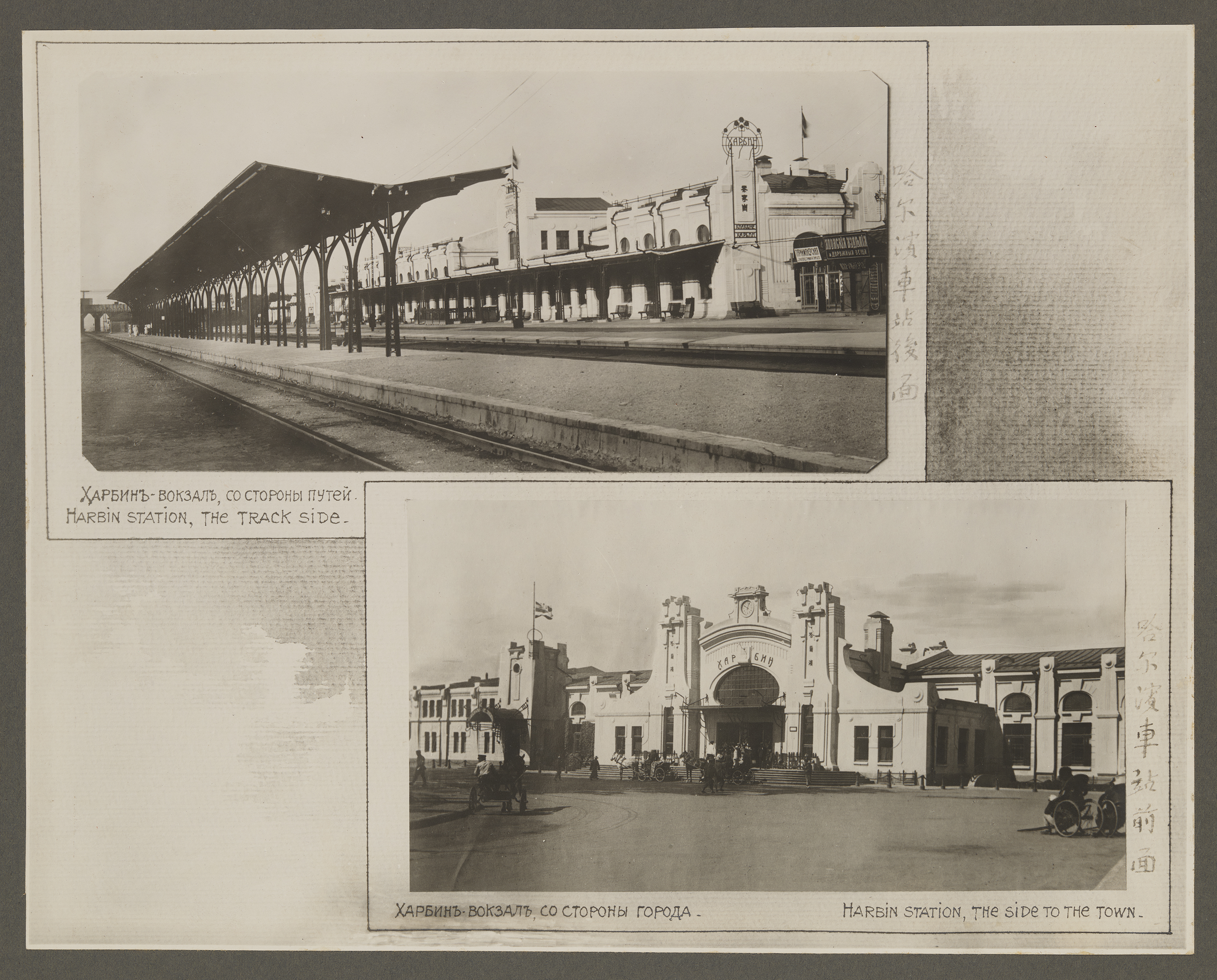
1903年兴建的哈尔滨站站房与站台

1899年，哈尔滨站建成启用，当时被称为松花江站。当时中东铁路在现今车站行包房的位置修建了一栋二层砖木结构的小楼，作为站长室、电报室和行车人员休息室。
1903年7月，松花江站改称为哈尔滨中央车站（俄语：станции Харбин-Центральный），同时车站站房被重新设计。新站房面积为2700平方米的站舍，除办公房舍外，设有软席候车室、售票厅和餐厅。一般旅客候车室只有800多平方米，另有3个旅客站台和雨棚，于1904年正式投入运营。新站房投入运营后，每天向海参崴、满洲里、旅顺口等3个不同方向开行两对旅客列车和一对客、货混合列车。日俄战争之后，旅客列车分为快车和慢车，但对数没有增加。
1909年10月26日，时任日本韩国统监的伊藤博文在哈尔滨站被韩国独立运动义兵参谋中将安重根刺杀。

### 站场扩张

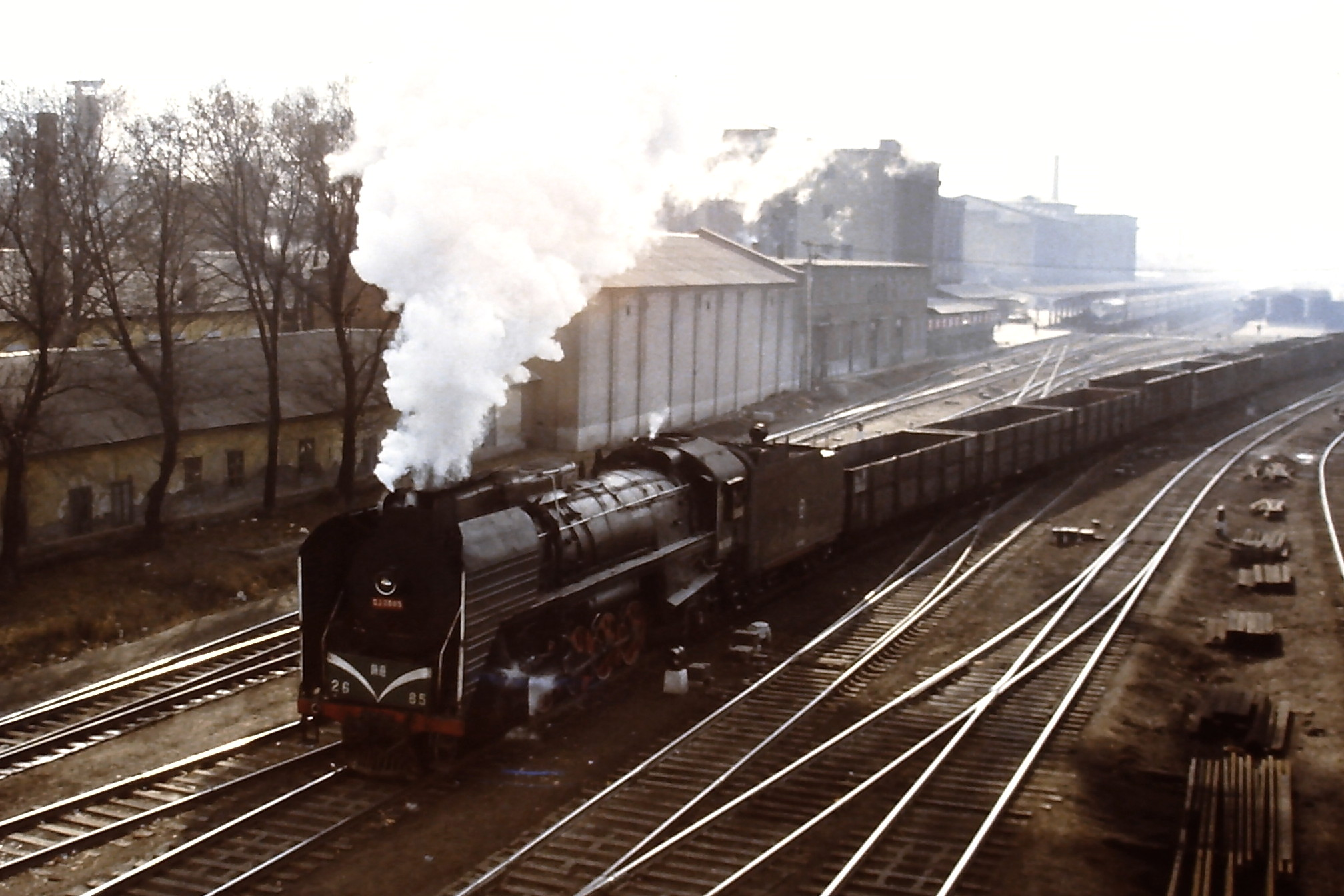
前进型2685号蒸汽机车牵引货物列车通过哈尔滨站，1984年

1934年，拉滨铁路与滨北铁路接轨，哈尔滨站成为5条铁路干线的交汇点，成为重要枢纽。为此哈尔滨站又修建了南、北两个运转场。南运转场又分上行编组场、下行编组场和列车到达场。上行编组场为往哈尔滨以南的货物列车编发场，下行编组场则承担滨洲、滨绥、滨北线货物列车及附近小运转货物列车的编发。
1935年满洲国收购中东铁路之后，哈尔滨站每天开行8对旅客列车，同时开行亚细亚号特急。1937年，满铁根據日本制度将车站更名为“哈尔滨驿”。
中华人民共和国成立后，随着铁路客运需求的不断增长，哈尔滨站原站房已经不能满足需要，因此铁道部在1959年将哈尔滨站老站房拆除，建设建筑面积2.8万平方米的新站舍。1959年将顾乡屯站划归哈尔滨站，称顾乡场。顾乡屯站原为东清铁路上的一个会让站，建于1903年，位于道里区康庄桥与三孔桥间的车站街，1932年满铁将车站搬迁至位于康庄桥以南的现址。

### 站房重建与搁置

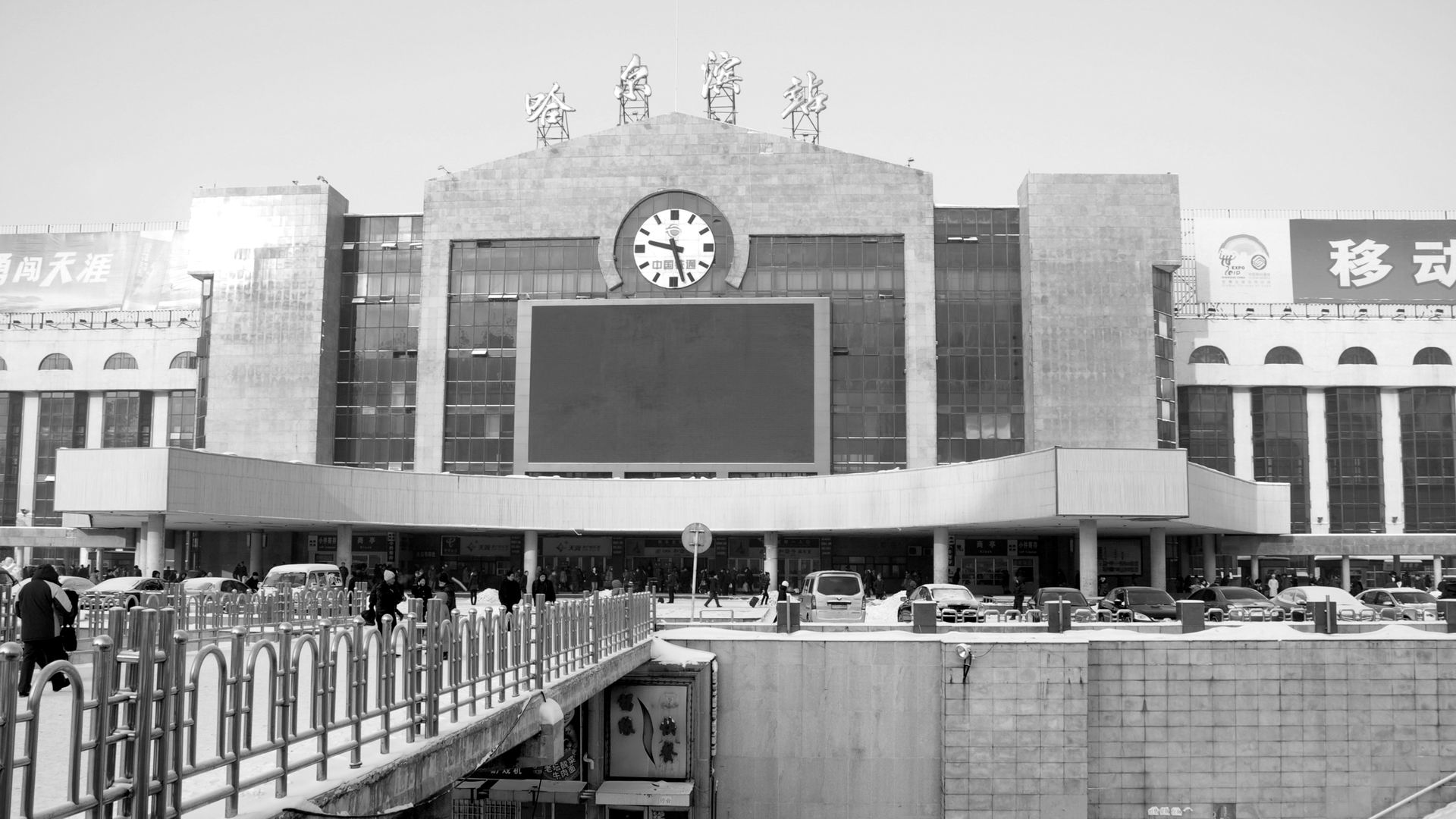
1989年建成的哈站站房主楼

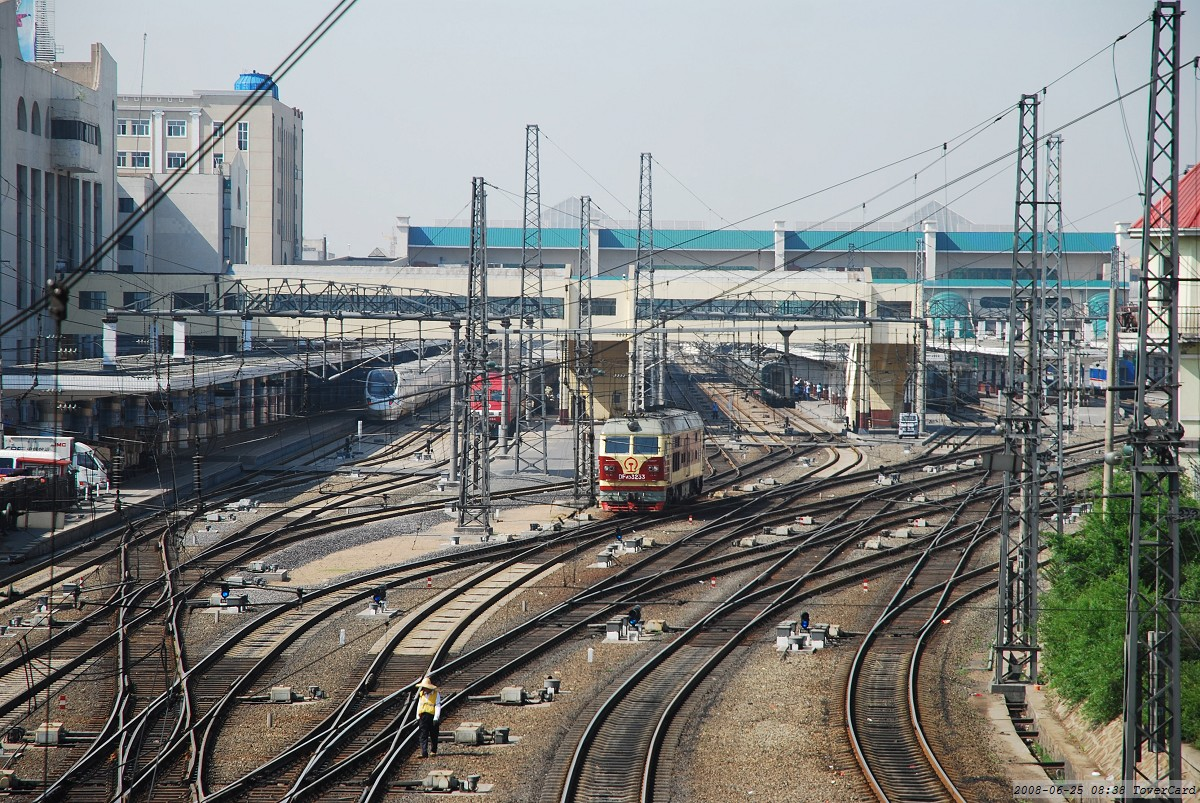
从霁虹桥上眺望哈站站场（2008年），可见横跨1-3站台的天桥（前）和横跨1-5站台的高架候车室（后）

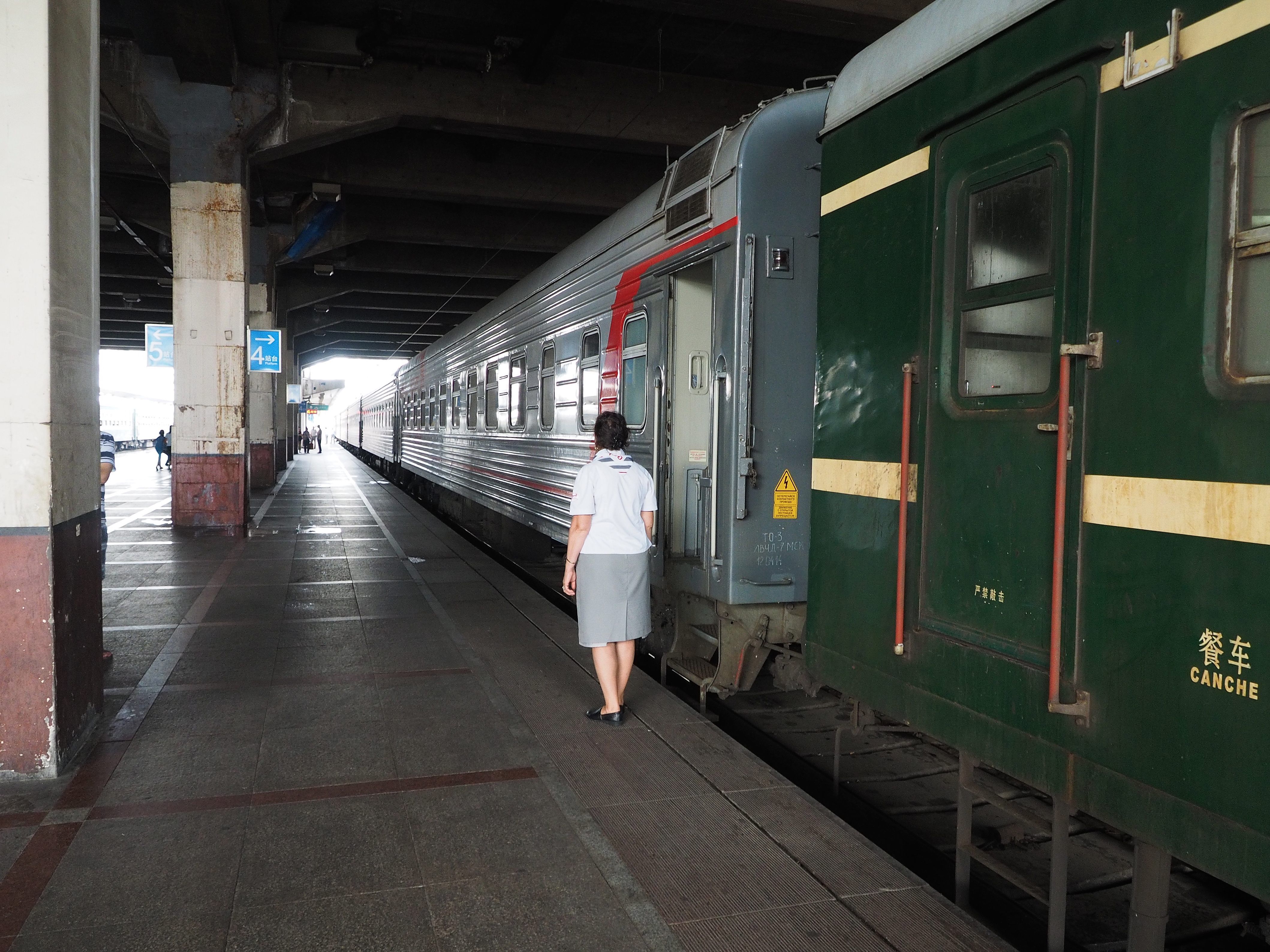
K19次列车停靠（2014年）

哈尔滨站客运新站房于1960年开工。1961年，新站房建设因三年困难时期、国家缩短基本战线而停工。同年，整修了西端西翼。1962年1月，将完成的部分工程交付使用。站改计划就此搁置：车站仅有两侧裙楼投入使用，但中央主楼一直没有修建，形成了“火車站兩頭蓋的格局”，被稱為“一大怪”，並持續了28年之久。
改革开放之后，中国铁路先后进行了几次提速，哈尔滨站的规模进一步扩大。1987年，铁道部将哈尔滨站其它工程列入哈尔滨枢纽改造计划。1988年6月动工，1989年10月1日主楼建成。同时将车站原办公室拆除，建成第二候车室。中央主楼和第二候车室各建一座通向3个站台的天桥。第一候车室（主楼及两翼）建筑面积9732平方米。第二候车室为4521平方米，合计为14253平方米。至90年代末，哈尔滨站有车场6个，站线97条，专用线51条，特用线17条，道岔600组，机械化驼峰楼1座，设7021型驼峰自动集中24路预排设备。
哈尔滨南站启用后分担了本站大部分的编组业务。1992年该站将原有上行东场拆除，修建哈尔滨客车技术作业站，于2000年10月21日投入运用。1999年8月哈尔滨南站二期投用后，哈尔滨站仅承担滨洲线上、下行货物列车编解任务，哈尔滨站逐步向客运为主的辅助性编组站过渡:580。
1999年，为配合哈大铁路电气化工程，哈尔滨站在中央主楼西侧新建横跨哈站站场的高架候车室并新建第4、5站台。高架候车厅于2002年4月10日投入使用:580。这次改造完成后，哈尔滨站站房按旅客流向分为A区、B区和C区。A区是位于主楼西侧的高架候车室，内设第一、二、三、四候车厅，16个检票口，面积5956平方米。中央主楼设有B区和C区候车室，其中C区位于一层，B区位于二层。东端东翼为售票厅，设40个售票窗口。站舍东端外侧设有行李房及行包仓库，面积1938平方米。
2002年4月至11月，车站站场更换为混凝土轨枕:580。至2006年，哈尔滨站站场规模为二级三场。南侧（上行方向）为顾乡到发场，设14条股道；中间为设16条股道的调车场，调车场南北侧分别为设有12条整备线的客车整备所和7条股道的中继场；最北侧（下行方向）为客货列车到发场，又名北场，设有11条客车到发线（含正线）、4条货车到发线、5条客车停留线和3条电力机车整备线。

### 复容改造
随着时间流逝，使用了20年有余的哈尔滨站站房设备设施逐渐老化，哈尔滨市于2014年启动火车站改造计划。计划包括新建南、北两个广场，改造周边14条街道及修缮圣伊维尔教堂等项目。新建哈尔滨站站房采用1903年老哈尔滨站的新艺术运动风格，站房总投资65.37亿元。原计划改造为7站台13线，北站房投入使用后实际已增设为8站台14线。
2017年3月25日零时起，哈尔滨火车站老站房售票厅、候车室第一入口、B候车区、C候车区和软席候车室关闭，乘车旅客改由原候车室第二入口进入高架候车室候车。同年7月1日起，原先在哈尔滨站办理客运业务的80列列车取消哈尔滨站乘降业务，大量始发列车被分流至哈尔滨西站和哈尔滨东站始发终到。
2017年8月中旬，哈尔滨站北站房主体工程已基本完工，哈尔滨站转场进入一级施工状态，哈尔滨枢纽部分列车因此于2017年8月21日至30日临时调整。哈尔滨站老站房于2017年8月30日20时完全关闭，北站房于2017年8月31日5时18分开通，哈尔滨铁路局也从8月31日当天6时45分起执行涉及哈尔滨枢纽的新运行图。
2018年12月，哈尔滨站改造完成，宣布正式全面开通运营。但当时南广场的市政配套工程依然在施工之中，南岗区一侧的地下城市通廊仍未贯通，南广场地下交通枢纽工程最终于2019年9月25日启用。

## 车站结构

### 站房

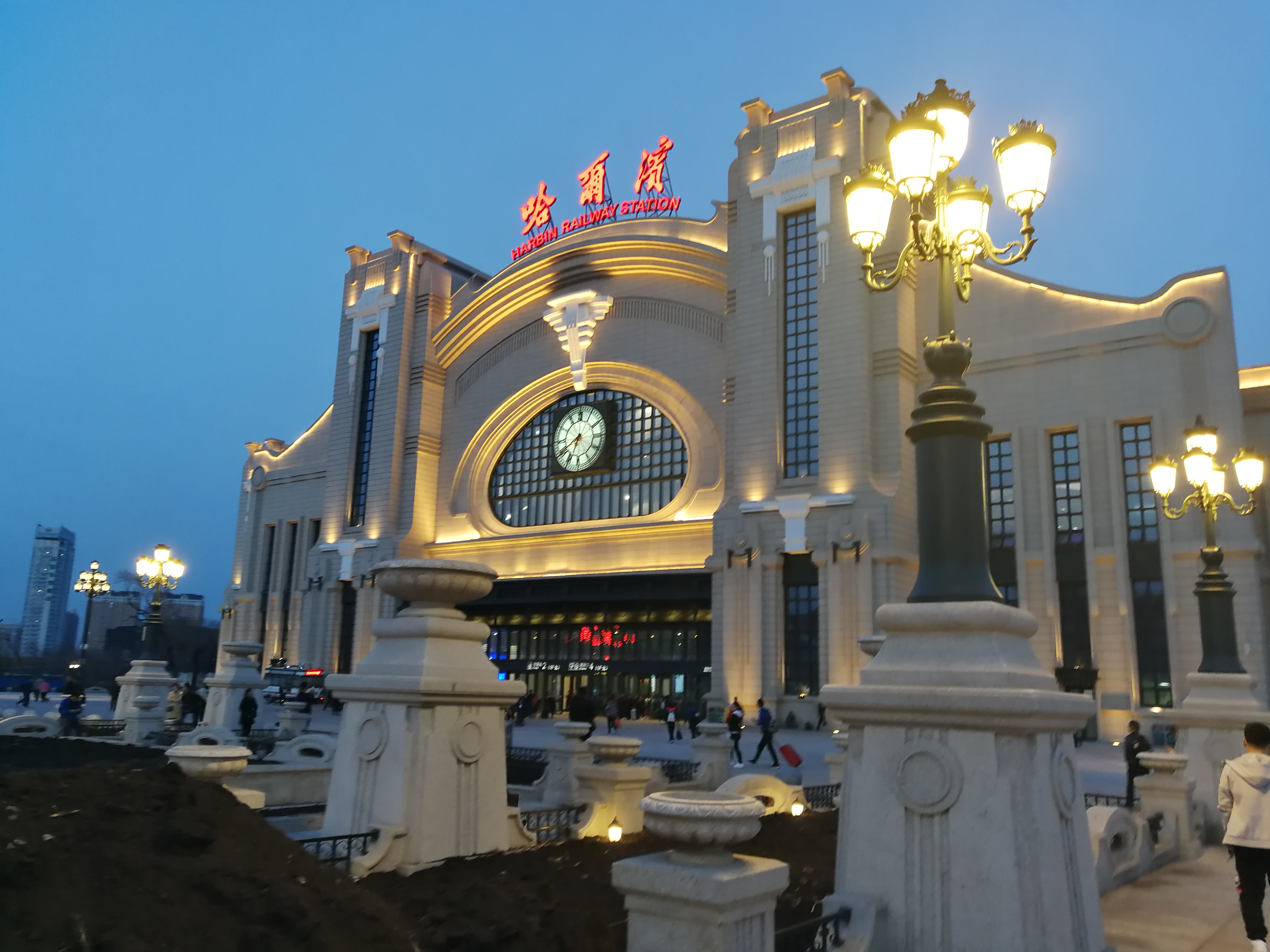
哈尔滨火车站新站房北侧

哈尔滨站新站房于2017年8月31日启用。新站房分列站场南北两侧，由高架候车室相连。其中，北站房建筑面积10844平米，长114米，宽40米，地上3层，地下1层；南站房建筑面积29030平米，长214米，宽44米，地上4层，地下1层；高架站房建筑面积33750平米，长185米，宽114米，分为高架层及旅服夹层。
哈站新站房为1903年老哈站使用的欧洲“新艺术运动”风格，是中国大陆首个使用该风格的车站。新站房在外观和内部，各种造型和曲线都显示了欧式风格，以还原老哈尔滨站的历史风貌。在施工方面，新站房使用了建築信息模型（BIM）技术，通过将新站房施工所需的相关信息整合，形成一个工程建设和后期运营的模型，以提高施工和管理效率。
- 车站进站口
- 进站扶梯
- 高架候车室
- 安重根纪念馆

### 站场

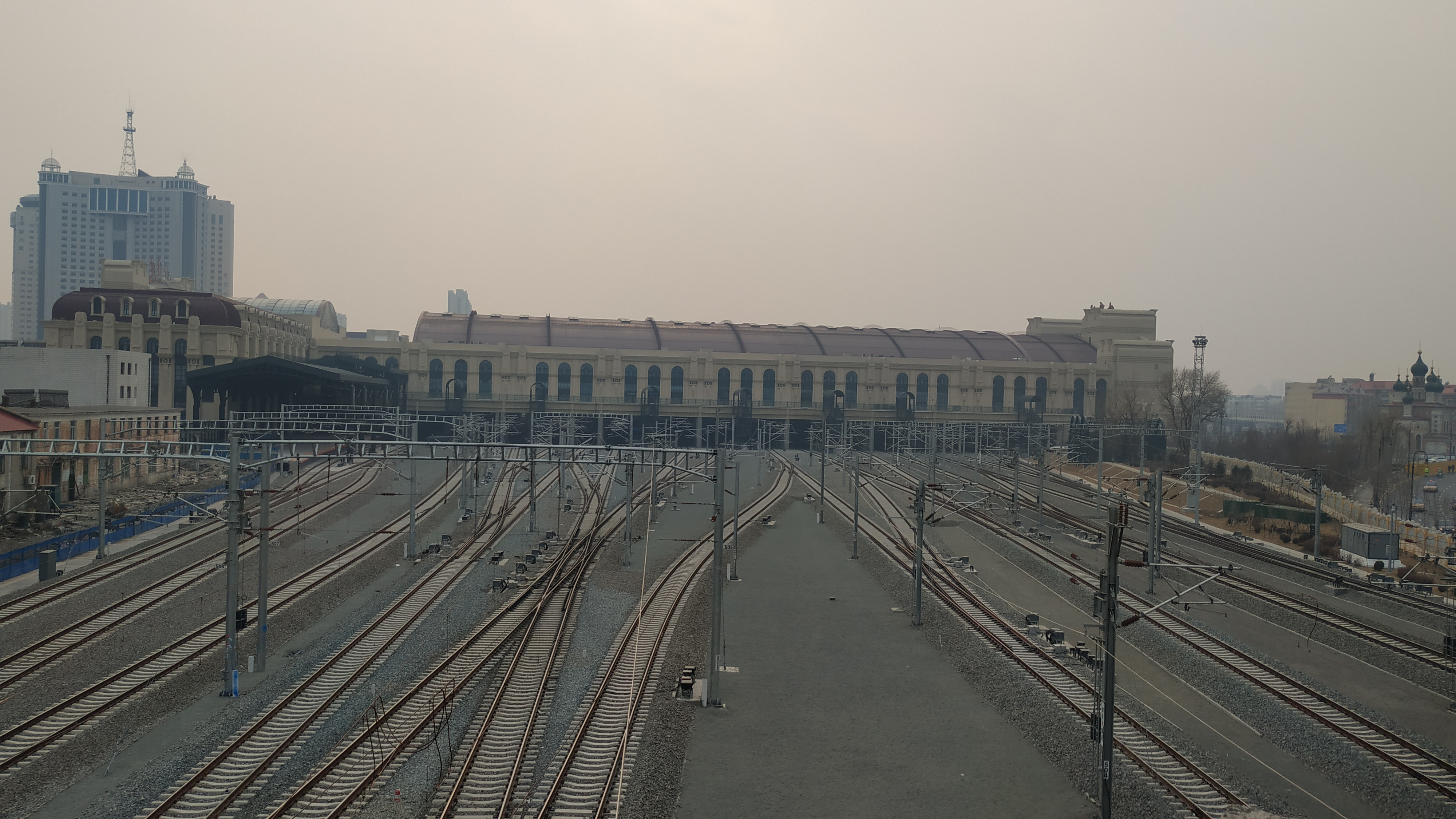
从霁虹桥上眺望哈站站场，最右侧为圣伊维尔教堂

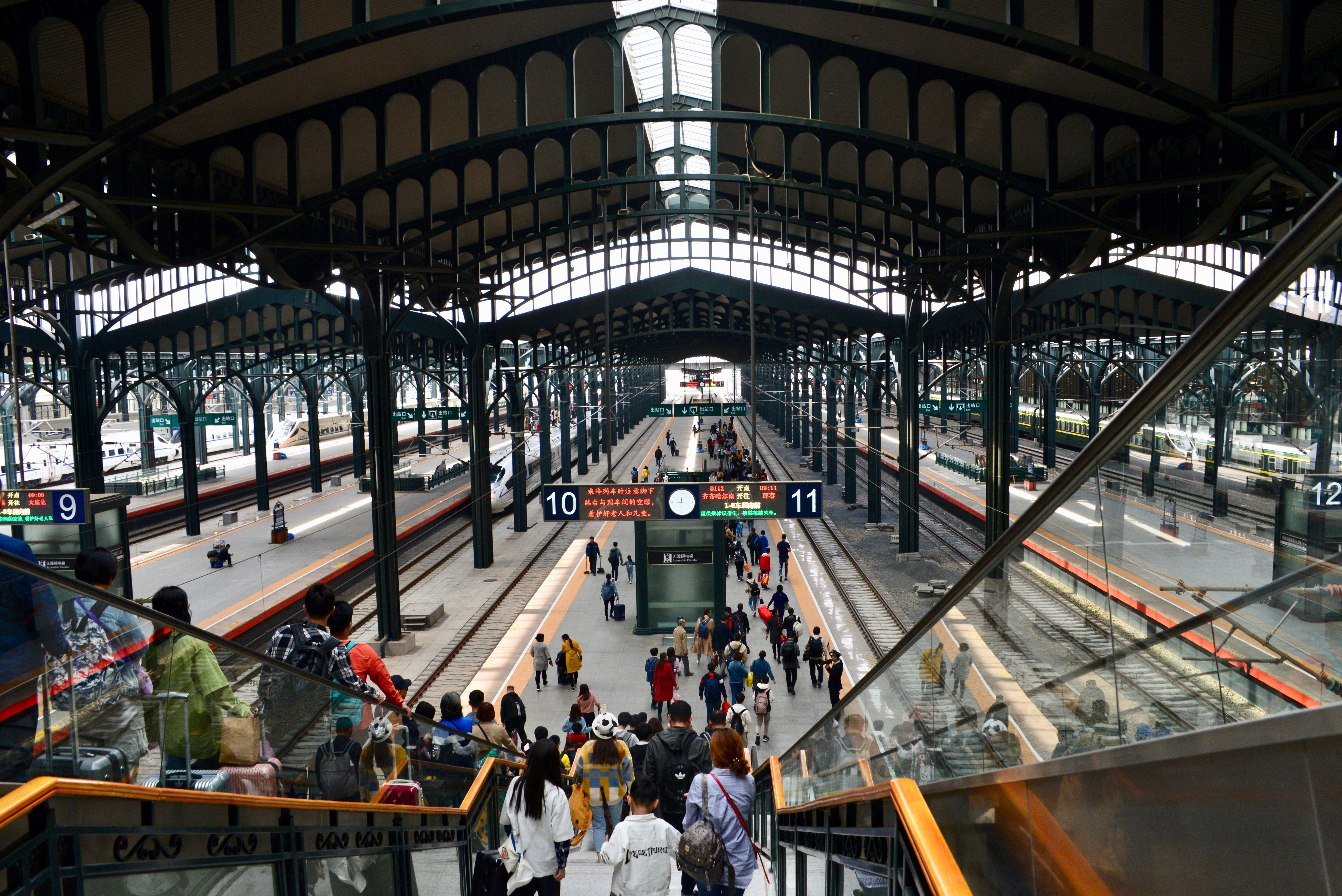
哈尔滨站台

哈尔滨站客场分为哈牡、哈佳、哈齐及普速场，设8台16线；另设有客整场和顾乡场。
车站客场上行方向（南咽喉）自东向西分别由滨绥铁路（单线）、京哈客运专线（2条）、客技站出入库线（2条）、京哈铁路（2条）和机务段折返出入库线（1条）。车站下行方向（北咽喉）有滨洲铁路、哈齐高速铁路、哈佳铁路和哈牡客专接入。其中滨洲铁路（2条）、哈齐高速铁路（2条）从北侧经哈尔滨松花江铁路特大桥接入；本站至东侧滨江站区间为四线铁路，分别为哈佳铁路左右线与哈牡客专左右线。
顾乡场在哈尔滨站站改后设有4条到发线，并设有通往哈尔滨西站综合场的联络线1条。位于车站街的原顾乡屯火车站站房于2010年被列入哈尔滨市第四批三类历史建筑。站房周围原为棚户区。2019年8月，道里区对车站街、民桥街棚户区开始改造腾迁。在此过程中，原顾乡屯车站附近的一座俄式仓房及5座木板房被逐一拆除，站房内部分设施也遭拆除。

## 使用情况

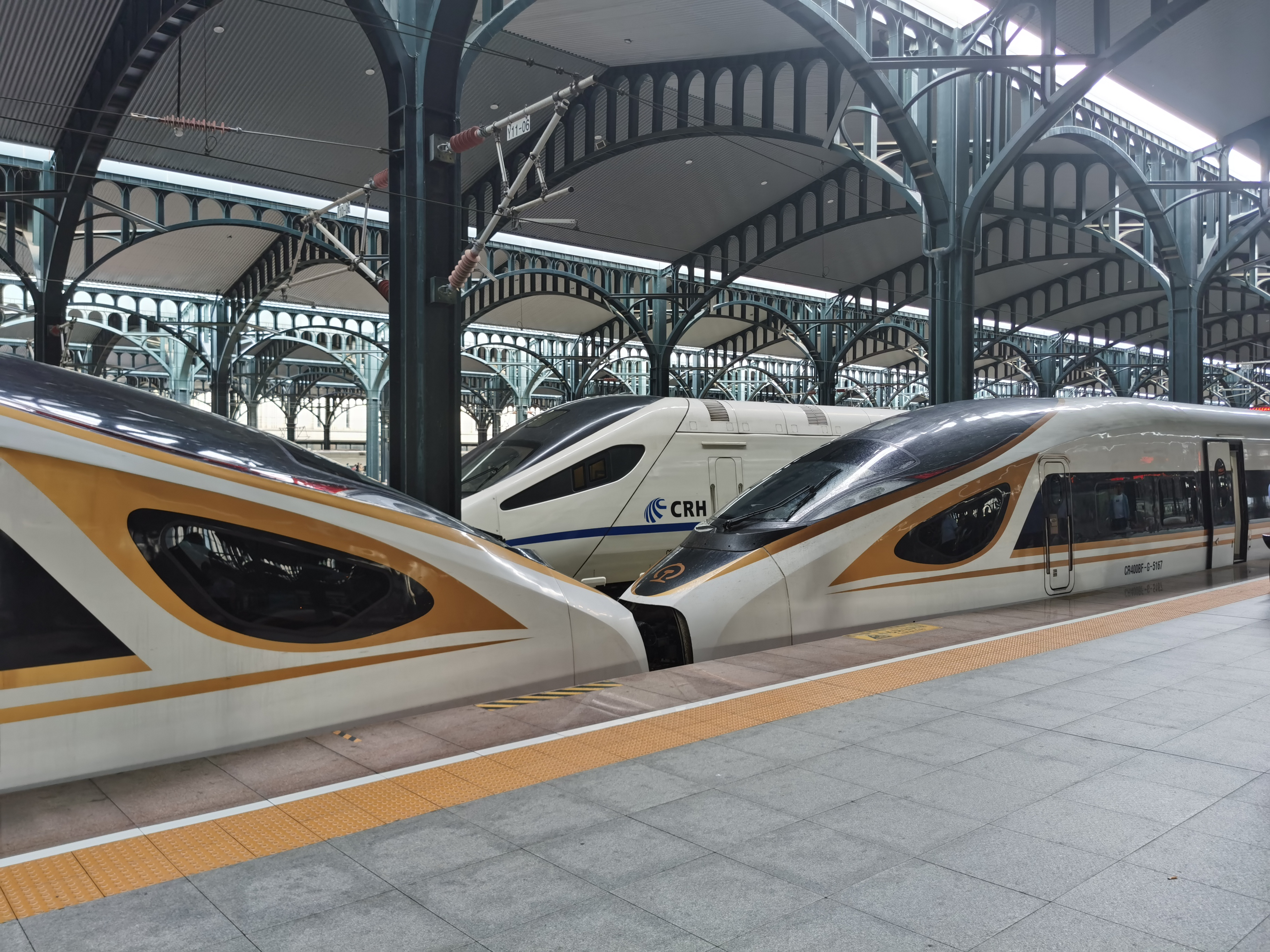
G908次列车停靠10站台

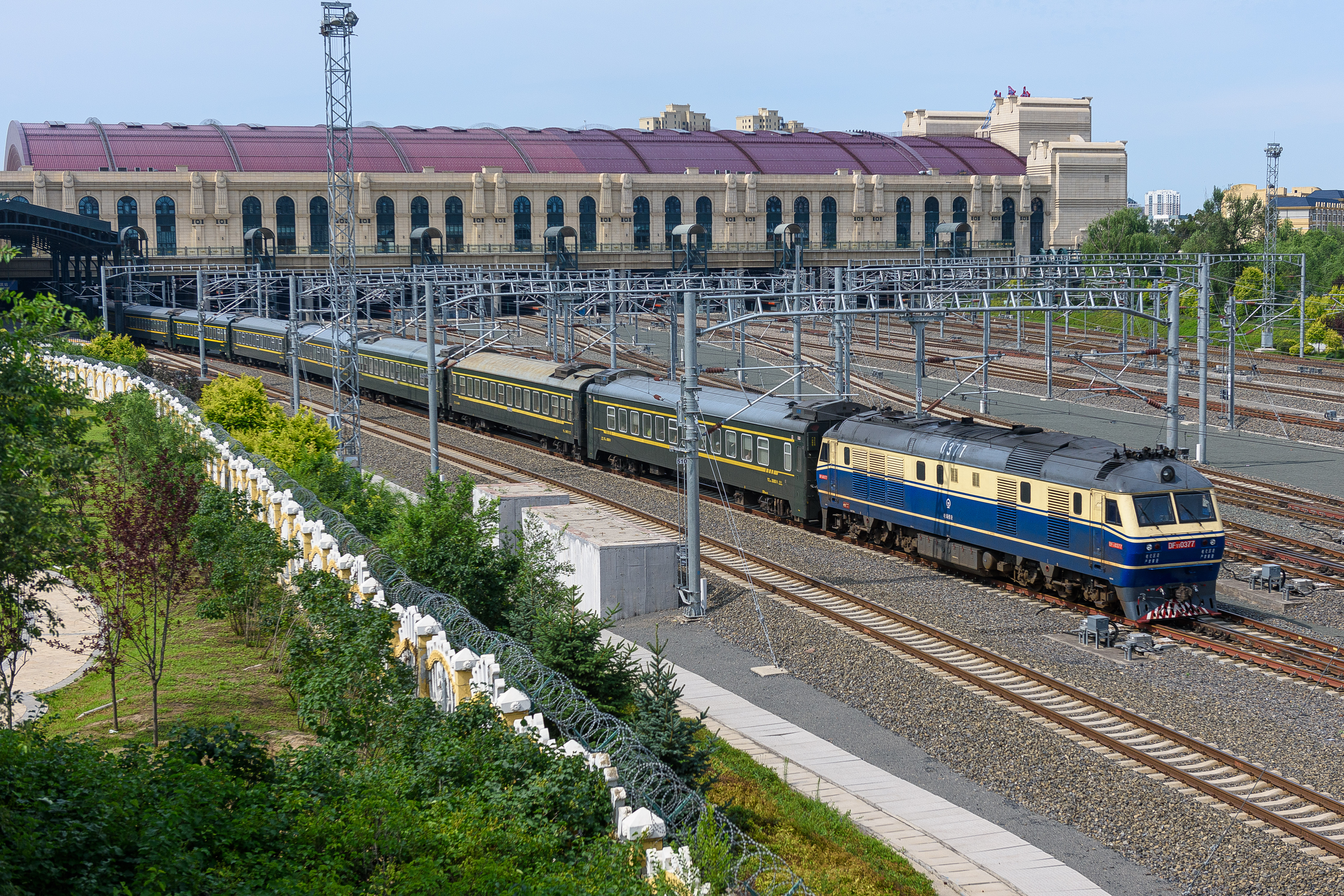
往的K7127次出站

哈尔滨站是京哈铁路、滨洲铁路及滨绥铁路的客货运特等站。截至2022年底，哈爾濱站已開通設計時速每小時250公里的哈齊高速鐵路、哈牡客运专线和设计时速每小时200公里的哈佳鐵路。

### 旅客列车目的地
| 目的地地区 | 列车终到目的地 |
| ---------- | --- |
| 东北地区   | 哈尔滨西站、哈尔滨东站、双城堡站、牡丹江站、绥化站、齐齐哈尔站、齐齐哈尔南站、佳木斯站、双鸭山站、大庆西站、七台河西站、双鸭山西站、东方红站、伊春站、嫩江站、黑河站、抚远站、密山站、鹤岗站、加格达奇站、漠河站、长春站、吉林站、珲春站、沈阳北站、丹东站、大连站、大连北站、通辽站、绥芬河站、扎兰屯站、海拉尔站、满洲里站、乌伊岭站 |
| 华北地区   | 北京站、北京朝阳站、石家庄站、邯郸站、济南站、济南东站、烟台站、天津站、天津西站、菏泽东站、山海关站 |
| 中南地区   | 郑州站、郑州东站、深圳东站、广州站 |
| 华东地区   | 合肥站、温州站 |
| 西南地区   | 成都西站 |
| 西北地区   | 西宁站 |

## 下辖车站
哈尔滨站为哈尔滨局集团下辖的直属车站，管辖以下车站：
- 哈尔滨站、哈尔滨西站、哈尔滨北站、双城北站
- 哈佳铁路太平桥至高楞站
- 哈牡客运专线太平桥至尚志南站
- 王兆屯站

## 事件

### 伊藤博文遇刺案

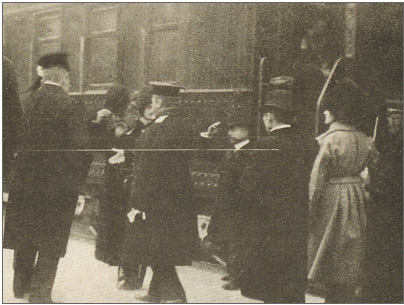
走下火车步入哈站站台的伊藤博文（左二）

1909年，日本政府利用日俄戰爭中獲勝的有利形勢，派时任日本韩国统监伊藤博文到哈爾濱與俄國財政大臣科科夫佐夫商談有關朝鮮半島，以及劃分日俄在中國東北的勢力範圍等事宜。1909年10月26日上午9時整，伊藤博文乘坐的專列抵達哈爾濱站，科科夫佐夫上車迎接。約20分鐘後，伊藤博文在科科夫佐夫陪同下，開始檢閱歡迎隊伍。9時30分，朝鲜愛國主義者安重根站在俄國儀仗隊後面，當伊藤博文走到俄國儀仗隊前，距安重根10步左右時，安重根穿過俄國軍人空隙，衝過儀仗隊，相距伊藤博文五步之遙，拔出手槍對準伊藤博文連發三槍。三發子彈命中伊藤博文的胸部、腹部，伊藤博文撲倒在地。隨行醫生迅速把伊藤博文抬到車上搶救，20分鐘後，伊藤博文宣告不治而亡。
伊藤博文身亡后，日本在哈尔滨站第一站台旧地下通道南口约5米，即当年安重根击毙伊藤博文处，设立一铜制标识，上面书有 “伊藤公遇难之地”。并且还在第一站台候车室的墙边立有一尊伊藤博文胸像。这些纪念物均在第二次世界大战日本投降后被拆除。2013年时任韩国总统朴槿惠访华时向习近平提出在车站修建安重根纪念碑的希望，随后中方责成哈爾濱市人民政府和哈爾濱鐵路局出資在哈站建立更高规格的安重根义士纪念馆。除此之外，中方還在哈爾濱火車站事发月台清楚地標注了「安重根擊斃伊藤博文事件發生地，1909.10.26.」的字樣。2014年1月19日，中方建立的安重根义士纪念馆在哈爾濱火车站正式开馆。

## 接驳交通

### 地铁
哈尔滨地铁2号线哈尔滨站位于铁路车站南广场北侧地下，于2021年9月19日开通。

### 长途巴士
南岗客运服务中心位于哈尔滨站南广场，主要经停以哈西站始发、往黑河、海伦、北安、佳木斯、松原、榆树地区的长途巴士。

## 周边
- 南岗长途客运站
- 龙门大廈
- 哈尔滨医科大学附屬第四醫院
- 天竹宾馆
- 沪士大厦